# Tisućljeće
Tisućljeće je vremenski period od 1000 godina, tj. 10 stoljeća, ili 100 desetljeća. Od 2001. godine u tijeku je 3. tisućljeće.